# Stephanie Melgarejo
Stephanie Melgarejo (San Martín, Buenos Aires, Argentina; 6 de junio de 2001) es una futbolista argentina. Juega de defensora como lateral derecha en Talleres de la Primera División A de Argentina.

## Trayectoria
Integró el plantel de River Plate desde la temporada 2016/17 y en julio de 2019 firmó su primer contrato profesional. En febrero de 2018 fue convocada a la Selección Argentina Sub-17 junto a dos de sus compañeras de equipo.

## Estadísticas

### Clubes
| Club            | País      | Año           |
| --------------- | --------- | ------------- |
| River Plate     | Argentina | 2016 - 2023   |
| UAI Urquiza     | Argentina | 2024          |
| Vélez Sarsfield | Argentina | 2025          |
| Talleres        | Argentina | 2025-presente |